# نهائي كأس ألمانيا 1940
نهائي كأس ألمانيا 1940 هي المباراة النهائية من منافسة كأس ألمانيا 1940، أقيمت المباراة في 1 ديسمبر 1940، في الملعب الأولمبي، بين فريقي نادي نورنبرغ، ونادي درسدن ‏، وفاز فيها نادي درسدن ‏، بعد أن هزم نادي نورنبرغ، بنتيجة 1 - 2، وحضر المباراة 60000 شخصاً.

## تفاصيل المباراة
لعبت المباراة النهائية في 1 ديسمبر 1940.
| نادي نورنبرغ | 1 -2 | نادي درسدن ‏ |
| ------------ | ---- | ----------- |
|              |      |             |